# Брандон (Вермонт)
Брандон (англ. Brandon) — місто (англ. town) в США, в окрузі Ратленд штату Вермонт. Населення — 4129 осіб (2020).

## Демографія
Згідно з переписом 2010 року, у місті мешкало 3966 осіб у 1684 домогосподарствах у складі 1074 родин. Було 1854 помешкання
Расовий склад населення:
| - 97,7 % — білих - 0,5 % — азіатів - 0,3 % — корінних американців - 0,3 % — чорних або афроамериканців |

До двох чи більше рас належало 1,2 %. Частка іспаномовних становила 0,7 % від усіх жителів.
За віковим діапазоном населення розподілялося таким чином: 21,3 % — особи молодші 18 років, 62,2 % — особи у віці 18—64 років, 16,5 % — особи у віці 65 років та старші. Медіана віку мешканця становила 45,0 року. На 100 осіб жіночої статі у місті припадало 96,5 чоловіків;  на 100 жінок у віці від 18 років та старших — 91,7 чоловіків також старших 18 років.
Середній дохід на одне домашнє господарство  становив 61 814 долари США (медіана — 52 344), а середній дохід на одну сім'ю — 80 738 доларів (медіана — 71 645). Медіана доходів становила 45 156 доларів для чоловіків та 36 833 долари для жінок. За межею бідності перебувало 10,5 % осіб, у тому числі 1,4 % дітей у віці до 18 років та 14,2 % осіб у віці 65 років та старших.
Цивільне працевлаштоване населення становило 2006 осіб. Основні галузі зайнятості: освіта, охорона здоров'я та соціальна допомога — 30,8 %, роздрібна торгівля — 13,4 %, виробництво — 10,8 %, будівництво — 8,8 %.